# Lekkoatletyka na Letnich Igrzyskach Olimpijskich 2008 – rzut młotem mężczyzn
Konkurs rzutu młotem mężczyzn podczas XXIX Letnich Igrzysk Olimpijskich w Pekinie został rozegrany w dniach 15–17 sierpnia na Stadionie Narodowym w Pekinie. Wzięło w nim udział 33 zawodników.

## Rekordy
W tabeli są przedstawione rekordy na stan 16 sierpnia 2008r.
|                   | zawodnik          | narodowość | wynik (m) | data             | miejsce   |
| ----------------- | ----------------- | ---------- | --------- | ---------------- | --------- |
| Rekord świata     | Jurij Siedych     | ZSRR       | 86.74     | 30 sierpnia 1986 | Stuttgart |
| Rekord olimpijski | Siergiej Litwinow | ZSRR       | 84.80     | 26 września 1988 | Seul      |

## Przebieg zawodów
| Poz. - pozycja \| Nr - numer startowy                                                                       |
| - rekord olimpijski \| - rekord świata \| - rekord kraju \| - rekord życiowy \| - najlepszy wynik w sezonie |
| DNS - nie wystartował \| X - próba spalona \| – - pominięcie próby                                          |
| * wyniki podawane w metrach                                                                                 |

### Runda kwalifikacyjna

#### Grupa A
| Poz. | Imię i nazwisko          | Narodowość  | 1     | 2     | 3     | Rezultat | Uwagi |
| ---- | ------------------------ | ----------- | ----- | ----- | ----- | -------- | ----- |
| 1    | Krisztián Pars           | Węgry       | X     | 80.07 |       | 80.07    | Q     |
| 2    | Kōji Murofushi           | Japonia     | 78.16 |       |       | 78.16    | Q     |
| 3    | Markus Esser             | Niemcy      | X     | 77.00 | 77.60 | 77.60    | q     |
| 4    | András Haklits           | Chorwacja   | 74.27 | 77.12 | 76.23 | 77.12    | q     |
| 5    | Dilszod Nazarow          | Tadżykistan | 74.67 | 75.34 | 72.47 | 75.34    | q     |
| 6    | Yevhen Vynohradov        | Ukraina     | 73.41 | 74.49 | X     | 74.49    |       |
| 7    | Valeriy Sviatokha        | Białoruś    | 74.41 | X     | X     | 74.41    |       |
| 8    | Alexandros Papadimitriou | Grecja      | X     | 74.33 | 73.83 | 74.33    |       |
| 9    | Igors Sokolovs           | Łotwa       | 73.72 | 71.50 | X     | 73.72    |       |
| 10   | Kiriłł Ikonnikow         | Rosja       | X     | 72.04 | 72.33 | 72.33    |       |
| 11   | Miloslav Konopka         | Słowacja    | 71.76 | 71.96 | X     | 71.96    |       |
| 12   | Ihor Tuhay               | Ukraina     | 71.89 | X     | 70.56 | 71.89    |       |
| 13   | Bergur Ingi Pétursson    | Islandia    | 69.73 | X     | 71.63 | 71.63    |       |
| 14   | Lukáš Melich             | Czechy      | 69.31 | 70.56 | 71.63 | 69.03    |       |
|      | Marco Lingua             | Włochy      | X     | X     | X     | NM       |       |
|      | Mohsen El Anany          | Egipt       | X     | X     | X     | NM       |       |

#### Grupa B

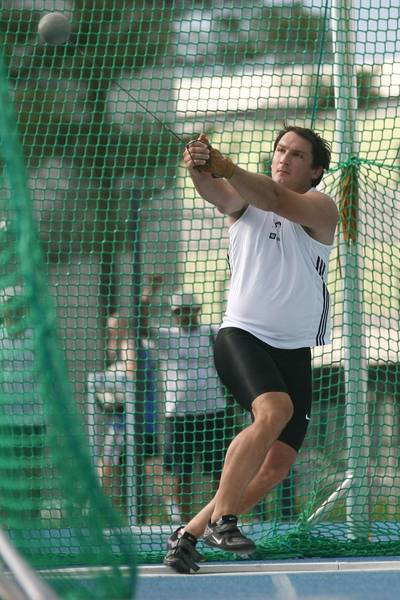
Primož Kozmus - zwycięzca zawodów

| Poz. | Imię i nazwisko        | Narodowość        | 1     | 2     | 3     | Rezultat | Uwagi |
| ---- | ---------------------- | ----------------- | ----- | ----- | ----- | -------- | ----- |
| 1    | Szymon Ziółkowski      | Polska            | 79.55 |       |       | 79.55    | Q     |
| 2    | Primož Kozmus          | Słowenia          | 79.44 |       |       | 79.44    | Q     |
| 3    | Iwan Cichan            | Białoruś          | 79.26 |       |       | 79.26    | Q     |
| 4    | Olli-Pekka Karjalainen | Finlandia         | 75.49 | X     | 77.07 | 77.07    | q     |
| 5    | Wadzim Dziewiatouski   | Białoruś          | 73.39 | 76.56 | 76.95 | 76.95    | q     |
| 6    | Libor Charfreitag      | Słowacja          | 76.03 | X     | 76.61 | 76.61    | q     |
| 7    | James Steacy           | Kanada            | 76.32 | X     | 75.01 | 76.32    | q     |
| 8    | Nicola Vizzoni         | Włochy            | 72.82 | X     | 75.01 | 75.01    |       |
| 9    | Artem Rubanko          | Ukraina           | 74.47 | 73.89 | X     | 74.47    |       |
| 10   | Eşref Apak             | Turcja            | X     | 74.45 | X     | 74.45    |       |
| 11   | Ali Mohamed Al-Zinkawi | Kuwejt            | X     | 73.62 | X     | 73.62    |       |
| 12   | Igor Winiczenko        | Rosja             | X     | 72.05 | X     | 72.05    |       |
| 13   | Roman Rozna            | Mołdawia          | 71.33 | 69.99 | 70.23 | 71.33    |       |
| 14   | A.G. Kruger            | Stany Zjednoczone | 70.58 | 71.21 | X     | 71.21    |       |
| 15   | Dorian Collaku         | Albania           | 69.14 | 69.84 | 70.98 | 70.98    |       |
| 16   | Juan Ignacio Cerra     | Argentyna         | X     | 70.16 | X     | 70.16    |       |
|      | Amanmurad Hommadov     | Turkmenistan      | X     | X     | X     | NM       |       |

### Finał
| Poz.   | Imię i nazwisko        | Narodowość  | 1     | 2     | 3     | 4     | 5     | 6     | Rezultat | Uwagi |
| ------ | ---------------------- | ----------- | ----- | ----- | ----- | ----- | ----- | ----- | -------- | ----- |
| złoto  | Primož Kozmus          | Słowenia    | 80.75 | 82.02 | 80.79 | 80.64 | 80.98 | 80.85 | 82.02    | SB    |
| srebro | Wadzim Dziewiatouski   | Białoruś    | 79.00 | 81.61 | X     | X     | 80.86 | X     | 81.61    |       |
| brąz   | Iwan Cichan            | Białoruś    | 78.49 | 80.56 | 79.59 | 78.89 | 81.51 | 80.87 | 81.51    |       |
| 4      | Krisztián Pars         | Węgry       | 78.05 | 80.96 | X     | 80.16 | 80.11 | 79.83 | 80.96    |       |
| 5      | Kōji Murofushi         | Japonia     | 79.47 | 80.71 | 79.94 | 77.96 | 78.22 | 77.26 | 80.71    |       |
| 6      | Olli-Pekka Karjalainen | Finlandia   | 77.92 | 79.59 | 78.99 | X     | 78.88 | X     | 79.59    | SB    |
| 7      | Szymon Ziółkowski      | Polska      | 75.92 | 79.22 | 79.07 | 79.04 | 76.16 | X     | 79.22    |       |
| 8      | Libor Charfreitag      | Słowacja    | X     | 77.62 | 76.83 | 77.26 | 78.65 | X     | 78.65    |       |
| 9      | Markus Esser           | Niemcy      | 74.56 | X     | 77.10 |       |       |       | 77.10    |       |
| 10     | András Haklits         | Chorwacja   | X     | 75.78 | 76.58 |       |       |       | 76.58    |       |
| 11     | Dilszod Nazarow        | Tadżykistan | 72.97 | 76.54 | X     |       |       |       | 76.54    |       |
| 12     | James Steacy           | Kanada      | 75.72 | 75.54 | 74.06 |       |       |       | 75.72    |       |